# Montelupone
Montelupone (im lokalen Dialekt: Mondelupó) ist eine italienische Gemeinde mit 3358 Einwohnern (Stand 31. Dezember 2023) in der Provinz Macerata in den Marken. Die Gemeinde liegt etwa 10,5 Kilometer ostnordöstlich von Macerata. Die nördliche Gemeindegrenze bildet der Potenza.
Montelupone ist Mitglied der Vereinigung I borghi più belli d’Italia (Die schönsten Orte Italiens).

## Geschichte
Die Abtei des heiligen Firmanus wurde 986 begründet.

## Gemeindepartnerschaft
- Huy, Provinz Lüttich